# Talpa tyrrhenica
{{#ifeq:0|0|{{#if:|{{#if:Talpatyrrhenica|[[]}}|}}}}
Talpa tyrrhenica — вимерлий вид кротів, що належить до роду Talpa. Він був ендеміком середземноморських островів Корсика та Сардинія в епоху плейстоцену.
Вид вперше був описаний 1945 року Доротеєю Бейт. Залишки раннього плейстоцену мають вік приблизно 2–2.1 мільйона років. Припускають, що він розвинувся з континентального європейського виду Talpa minor, який відомий на архіпелазі в пліоцені. За оцінками, він був приблизно на 15% більшим за свого материкового предка. Вид зберігся до пізнього плейстоцену, але час його вимирання невідомий через відсутність радіовуглецевих дат.